# Gustav Fochler-Hauke
Gustav Fochler-Hauke (* 4. August 1906 in Katharein (Troppau), Österreich-Ungarn; † 20. Januar 1996 in München) war ein deutscher Geograph und Hochschullehrer.

## Leben
Der sudetendeutsche, im heutigen Opava geborene Fochler-Hauke wuchs als Vollwaise auf. Nachdem er sich mit Tätigkeiten als Handwerker und Buchhändler durchgeschlagen und länger Asien bereist hatte, besuchte er eine Mittelschule und legte 1931 in München nach Begabtenprüfung das Begabtenabitur ab. Anschließend studierte er Geographie bei Karl Haushofer und wurde bei Erich Dagobert von Drygalski in München zum Dr. phil. promoviert.
Schon während seiner Studienzeit engagierte er sich in nationalsozialistischen Organisationen. Am 21. Mai 1938 beantragte er die Aufnahme in die NSDAP und wurde zum 1. Dezember desselben Jahres aufgenommen (Mitgliedsnummer 6.941.346).
Von 1936 bis 1941 war er Wissenschaftlicher Direktor der Deutschen Akademie München.
Bereits 1937 hatte er in Nachfolge von Franz Thierfelder den Posten des Generalsekretärs der Deutschen Akademie übernommen, den er bis Sommer 1941 behielt.
Fochler-Hauke, der sich in München habilitierte, war ab 1938 Dozent an der Ludwig-Maximilians-Universität München mit Wehrmachtseinsatz (zumindest) 1940/1941, ab 1944 außerplanmäßiger Professor ebenda. Von 1949 bis 1954 hielt er sich in Argentinien auf, wo er als Professor und zeitweise Direktor des Geographischen Instituts der Universität Tucumán tätig war. Nach seiner Rückkehr war er von 1954 bis 1973 erneut Professor an der Universität München.
Er unternahm Forschungsreisen nach Südamerika und Ostasien und war ein erfolgreicher Autor geographischer Bücher und Begründer des Fischer Weltalmanachs (ab Dezember 1959). Aufgrund seiner ausgedehnten Reisen in die Mandschurei zwischen 1927 und 1936 erschien 1941 sein Buch Die Mandschurei – Eine geographisch-geopolitische Landeskunde.
Er bearbeitete die JRO-Landkarte (1954–1966), den zweibändigen JRO Weltatlas. Atlas für Politik und Zeitgeschichte (1956–1956), die JRO-Völkerkunde (1962) sowie die JRO-Volkskunde (1963) und war Mitherausgeber der Biographien zur Zeitgeschichte (1983 ff.).
In der Sowjetischen Besatzungszone/DDR wurden mehrere seiner Schriften auf die Liste der auszusondernden Literatur gesetzt: Deutscher Volksboden und deutsches Volkstum in der Tschechoslowakei (Vowinckel, Heidelberg 1937), Der ferne Osten (Teubner, Leipzig 1938) und Ostasien (Teubner, Leipzig 1942) sowie die von ihm mit Karl Haushofer herausgegebenen Schriften Welt in Gärung. Zeitberichte deutscher Geopolitiker (Breitkopf & Härtel, Leipzig 1937) und Probleme der Weltpolitik in Wort und Bild (Breitkopf & Härtel, Leipzig 1939).
Er verfasste über 200 Einzelarbeiten, die in mehreren Sprachen erschienen.

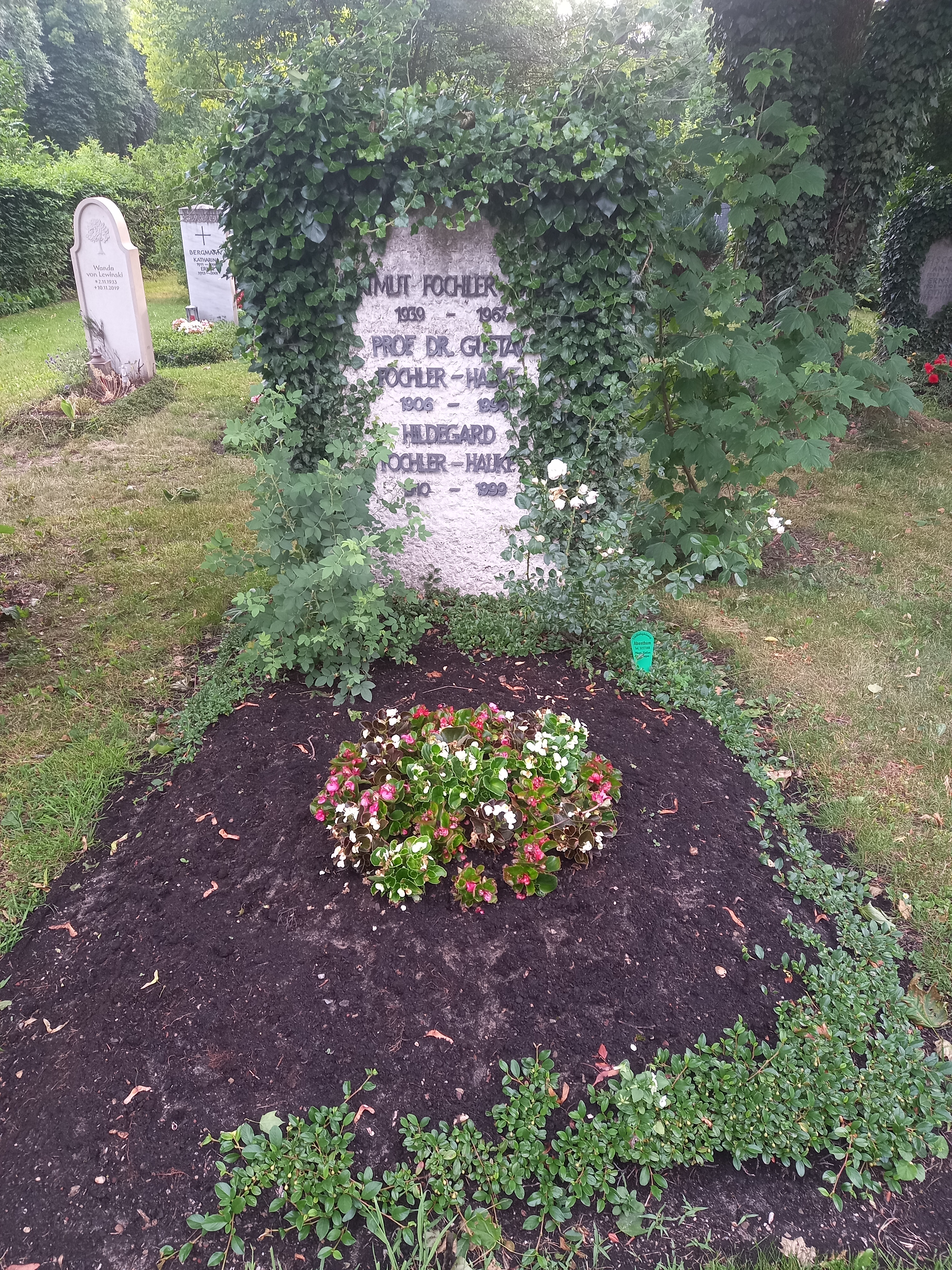
Das Grab von Gustav Fochler-Hauke und seiner Ehefrau Hildegard im Familiengrab auf dem Westfriedhof (München)

Im Jahr 1953 erhielt er die Silberne Carl-Ritter-Medaille der Gesellschaft für Erdkunde zu Berlin und 1969 den Großen Kulturpreis der Sudetendeutschen Landsmannschaft. Außerdem war Mitglied zahlreicher Vereinigungen, unter anderem als korrespondierendes Mitglied vieler Wissenschaftlicher Gesellschaften, unter anderem in Argentinien, China und Korea, sowie Gründungsmitglied der Sudetendeutschen Akademie der Wissenschaften und Künste. 1989 wurde Fochler-Hauke mit dem Verdienstkreuz am Bande der Bundesrepublik Deutschland ausgezeichnet.
Gustav Fochler-Hauke war katholisch, seit 1936 mit Hildegard Fochler-Hauke, geborene Dyck, verheiratet und hatte zwei Kinder (Hartmut und Agelinde).

## Schriften (Auswahl)
- Der Ferne Osten. Macht- und Wirtschaftskampf in Ostasien. Teubner, Leipzig/Berlin 1936.
- Deutscher Volksboden und deutsches Volkstum in der Tschechoslowakei. Eine geographisch-geopolitische Zusammenschau. Vowinckel, Heidelberg/Berlin 1937.
- Die Mandschurei. Eine geographisch-geopolitische Landeskunde. Auf Grund eigener Reisen und des Schrifttums. Vowinckel, Heidelberg/Berlin 1941.
- Asia. 3 Bände. 1951–1953.
- Verkehrsgeographie. 1956 ff.
- als Hrsg.: Geographie (= Fischer-Lexikon. Band 14). 1959 ff.
- als Hrsg.: Der Fischer Weltalmanach (1960–1982). Länder, Völker, Kontinente. 3 Bänden. 3. Auflage. 1978.
- Die geteilten Länder. Krisenherde der Weltpolitik. Rütten und Loening, München 1967.
- Das politische Erdbild der Gegenwart. Band 1: Völker und Staaten der Dritten Welt. Afrika, Orient, Vorderindien, Südostasien, Lateinamerika. Safari-Verlag, Berlin 1968.
- Das politische Erdbild der Gegenwart. Band 2: Die Machtblöcke des Ostens. China, Japan, Korea, Mongolei, Sowjetunion. Macht und Wirtschaft zwischen Ostsee und Pazifik. Safari-Verlag, Berlin 1970.
- Die Welt unserer Zeit. Band 1–2, zum Teil Band 3. 1976 ff.